# Tiger Award
De VPRO Tiger Awards zijn de prijzen voor de beste (eerste of tweede) film van drie filmmakers van een editie van het International Film Festival Rotterdam.
De prijs bestaat anno 2006 uit 10.000 euro (voor elk van de drie winnaars) en vertoning op de Nederlandse televisie (VPRO).
In 2006 is er naast de reguliere Tiger Awards-competitie (feature length film) ook een Tiger Cup-competitie voor de korte films (korter dan 30 minuten). Ook hier worden drie (gelijkwaardige) winnaars gekozen, die elk 3000 euro krijgen. Deelnemers aan deze competities worden door het IFFR geselecteerd.